# Lijst van beelden in Laren (Noord-Holland)
Dit is een (onvolledige) chronologische lijst van beelden in Laren. Onder een beeld wordt hier verstaan elk driedimensionaal kunstwerk  in de openbare ruimte van de Nederlandse gemeente Laren, waarbij beeld wordt gebruikt als verzamelbegrip voor sculpturen, standbeelden, installaties, gedenktekens en overige beeldhouwwerken.
| Geplaatst | Omschrijving | Kunstenaar                                           | Straat                                                    | Plaats | Materiaal                          | Afbeelding |
| --------- | --- | ---------------------------------------------------- | --------------------------------------------------------- | ------ | ---------------------------------- | ---------- |
| 1907      | Mauvepomp, gedenkteken Anton Mauve. Met reliëfs van een schaapherder en een herderin. | Eduard Jacobs                                        | Brink                                                     | Laren  | brons, hardsteen                   |            |
| 1912      | Van Wulfenbank | Eduard Jacobs                                        | Brink                                                     | Laren  | brons, hardsteen                   |            |
| 1932      | Monument Jan Hamdorff | Adrianus Remiëns                                     | Brink                                                     | Laren  | baksteen, basalt lava, hout        |            |
| 1937      | Julianakei (Kei van Laren). Monument voor het huwelijk van prinses Juliana en prins Bernhard. De kroon, het monogram JB en de datum 7 januari 1937 werden gehakt door de Larense steenhouwer W. Hebing. Een model van de kei uit 1987 bevindt zich in het gemeentehuis. | W. Hebing                                            | Torenlaan 7                                               | Laren  | Oslo graniet                       |            |
| ± 1946    | Herdenkingsmonument Dirk Joseph Buis en Aloisius Cornelis Vlasman |                                                      | Drift 23-25                                               | Laren  | zwerfkei                           |            |
| 1950      | Monument voor Gevallenen | Nel Klaassen                                         | Brink                                                     | Laren  | bladgoud, brons, gepolijst graniet |            |
| 1957      | Het Paard | Charles Weddepohl                                    | Tabakspaadje 7                                            | Laren  | modelleerbeton                     |            |
| 1958      | Drie Zwanen. In 1958 geschonken aan Anna Singer-Burgh, die in dat jaar haar tachtigste verjaardag vierde. De zwanen verwijzen naar de naam van de villa van het echtpaar Singer.                                                                                        |                                                      | Oude Drift 1                                              | Laren  | aluminium                          |            |
| ± 1965    | Schaapherder. Larense schaapherder Lammert Herder met het lammetje in zijn armen en de hond aan zijn zijde | Willy Mignot                                         | Naarderstraat 7, naast de kerk                            | Laren  | baksteen, Euville                  |            |
| 1971      | Het Gooise Leven, ook wel Larens Dorpsleven. De uitgesneden figuren hebben alle een relatie met iets uit het Gooi. | Cees Snoeij (uitvoering) en Jacques de Wit (ontwerp) | Stationsweg (bij Hertenkamp)                              | Laren  | plaatijzer                         |            |
| 1974      | De zingende Orpheus | Jobs Wertheim                                        | Zevenenderdrift / Vredelaan                               | Laren  | beton, brons                       |            |
| 1979      | Weefgetouw met wever. Herinnert aan de tapijtfabriek van de firma Willard die hier stond. | Marc van Baars                                       | Wevershoek (park naast Hervormde Kerk)                    | Laren  | hout                               |            |
| 1980      | Berend Gerstekorrel, bijnaam van Theo Christenhuis, dirigent van de Larense boerenkapel de Dorsvlegels. | Kees Schrikker                                       | Sint Janstraat, Zevenend bij Sancta Maria                 | Laren  | brons, impala-graniet              |            |
| 1985      | De Conducteur, herinnering aan de Gooische Tram | Joop Steenbeek                                       | Burgemeester van Nispen van Sevenaerstraat                | Laren  | brons, natuursteen                 |            |
| 1988      | Cornelis Vreedenburgh. Gemaakt naar het model dat mevrouw Buurke (getrouwd met de directeur van hotel Hamdorff) gebruikte voor het maken van kleine paletjes als tafelversiering.                                                                                       | Nico Nieuwendaal                                     | Zevenend, appartementencomplex Vreedenburgh               | Laren  |                                    |            |
| 1991      | gedenksteen zin uit gedicht Kermesse d'Eté van Gerrit Achterberg. Schenking van Chris de Haan bij zijn afscheid als exploitant van de poffertjeskraam op 22 mei 1991 | Nikki van Es, Sascha de Leeuw, Karin Wielenga        | voor poffertjeskraam op de Brink                          | Laren  | hardsteen                          |            |
| 1996      | Boodschappen doen bij Blokker. Ter gelegenheid van het 100-jarig bestaan van Blokker. Hetzelfde beeld staat ook bij de eerste winkel van Blokker in Hoorn. | Karin Beek                                           | Naarderstraat 50                                          | Laren  |                                    |            |
| 1998      | Phylotaxis. Phylotaxis (Latijn voor bladstand) is geïnspireerd op natuurlijke groeivormen. | Sjoerd Buisman                                       | plantsoen Evertas                                         | Laren  | brons                              |            |
| 1999      | Johannes de Doper | Daphne du Barry                                      | Brink 31                                                  | Laren  | brons, natuursteen                 |            |
| 2000      | De Klepperman van Elleven. Dansgroepleden De Klepperman van Elleven poseerden. Doel is het bewaren en doorgeven van klederdracht, muziek en dans van Laren en Blaricum.                                                                                                 | Marianne Houtkamp                                    | Burgemeester van Nispen van Sevenaerstraat 6              | Laren  | brons                              |            |
| 2001      | De Zaaier, voorstellende Hendrik Smit, de laatste boer en bewoner van de Lindenhoeve | Herman Strating                                      | tuin van het Historisch Centrum Laren - De Lindenhoeve    | Laren  |                                    |            |
| 2002      | Een stoet van beelden. In de stoet van 16 beelden bevinden zich onder anderen een oude man, een erfgooier, een non en een poffertjesman. | Mieke Pontier                                        | Naarderstaat (Stichtse Hof)                               | Laren  | keramiek                           |            |
| 2004      | Een botanische rondleiding: 32 bronzen putdeksels met bomennamen | Carel Lanters                                        | Mariekespad / Goede Herder                                | Laren  | brons                              |            |
| 2004      | De Trommelaar | Hans Bayens                                          | Brink 4                                                   | Laren  |                                    |            |
| 2005      | Carrousel 1, met ingebouwd schaakbord, de carrousel is versierd met paarden. | Pieter van Gendt                                     | Plein 1945, zijde Zevenend                                | Laren  | hout, staal, verlichting           |            |
| 2005      | Carrousel 2 - met ingebouwd schaakbord, de carrousel is versierd met schapen. | Pieter van Gendt                                     | Plein 1945, zijde supermarkt                              | Laren  | hout, staal, verlichting           |            |
| 2006      | Sint Isidoor, beschermheilige van de boeren | Tim Vos                                              | Zevenenderdrift 24                                        | Laren  | brons                              |            |
| 2009      | Nue Debout | Carla Kamphuis-Meijer                                | Brink, voor galerie Jan Knegt                             | Laren  | brons                              |            |
| 2010      | Geitjes. Geplaatst ter ere van de nieuwe wijk Postiljon. De geitjes zijn het overlevingssymbool van de oude buurtbewoners die allemaal een grote tuin met een geit hadden. De laag bladgoud werd in 2017 opnieuw aangebracht toen bleek dat de coating had losgelaten.  | Marte Röling                                         | Smeekweg, Postiljon                                       | Laren  | brons, cortenstaal, verguld brons  |            |
| 2017      | Monument voor Joodse kinderen | Lon Pennock                                          | Hilversumseweg/Langsakker                                 | Laren  | cortenstaal                        |            |
|           | L'Inconnue | Kees Schrikker                                       | Eemnesserweg 33 (in opslag)                               | Laren  | brons                              |            |
|           | Nijlpaard en vogeltjes | Fons Bemelmans                                       | Melkweg 42, op schoolplein                                | Laren  | beton, brons                       |            |
|           | Picador, wachter van De Nederlandsche Bank. Het beeld stond vroeger bij de Technische School in Kerkelanden. Bij jubilea werd het personeel van de bank verrast met een miniatuur.                                                                                      | Eric Claus                                           | Kerklaan 12 (voormalig college De Brink)                  | Laren  |                                    |            |
|           | Paard | Margot Hudig-Heldring                                | Naarderstraat 81 (tuin Stichtse Hof)                      | Laren  | hardsteen                          |            |
|           | Paard | Margot Hudig-Heldring                                | Werkdroger (ingang Theodotion)                            | Laren  |                                    |            |
|           | Granieten Paard | Margot Hudig-Heldring                                | tuin Rosa Spierhuis                                       | Laren  | graniet                            |            |
|           | De Fluitspeler | Margot Hudig-Heldring                                | gevel Rosa Spierhuis                                      | Laren  | brons                              |            |
|           | Timphan | Pépé Grégoire                                        | Torenlaan, Groene Gerritsweg                              | Laren  | brons, rvs                         |            |
|           | Vrijheid in Verbondenheid. De ruimtelijke vertaling van het Larense Wapenteken | Pépé Grégoire                                        | Eemnesserweg 19                                           | Laren  | brons, hardsteen                   |            |
|           | Zonnewijzer | Nic Vos                                              | Burgemeester van Nispen van Sevenaerstraat 23 (plantsoen) | Laren  | bladgoud, gelakt staal, hardsteen  |            |